# الدحامنة (أولاد تريع)
الدحامنة هو دُوَّار يقع بجماعة مڭرس، إقليم الجديدة، جهة الدار البيضاء سطات في المملكة المغربية. ينتمي الدوّار لمشيخة أولاد تريع التي تضم 12 دوار. يقدر عدد سكانه بـ 1011 نسمة حسب الإحصاء الرسمي للسكان والسكنى لسنة 2004.

## روابط خارجية
- البوابة الوطنية للجماعات الترابية
- المندوبية السامية للتخطيط